# Club Social Deportivo San Simón
El Club Social Deportivo San Simón es un club deportivo del distrito de Magdalena del Mar, de la provincia de Lima en el departamento de Lima. Fue fundado el 5 de enero de 1983 bajo el nombre de Club Deportivo Comunitario Laboral San Simón, en Moquegua. Tras disputar en 2014 la Primera División del Perú, actualmente denominada como Liga 1, y luego de su descenso administrativo de la Segunda División Profesional (2015) por deudas, se refundó bajo la denominación actual. El equipo de fútbol participa desde 2018 en la Copa Perú.
El principal logro dentro de su palmarés es el título de la Copa Perú 2013, certamen que se adjudicó tras superar en la final a Unión Huaral. Ello le sirvió para ascender a la primera división (2014), torneo en el que solo estuvo una temporada y logró ganar ocho partidos. Al año siguiente tomó parte de la Segunda División (2015), pero solo jugó las primeras 14 fechas: por deudas administrativas, el equipo fue descendido y no se volvió a afiliar. Con su nueva denominación, el equipo de fútbol fue inscrito en la Primera División de la Liga Distrital de Magdalena del Mar.

## Historia

### Fundación y participación en la Copa Perú 2013
El San Simón se fundó el 5 de enero de 1983 por iniciativa de los profesores del colegio Simón Bolívar de Moquegua liderados por Luis 'Lelo' Vílchez.
Para la Copa Perú 2013, el cuadro moqueguano planificó una buena campaña desde inicios de año, para lo cual contrató a Ernesto Neyra como director técnico, quien armó el plantel para lograr el subcampeonato de la Liga Distrital de Moquegua, detrás de Estudiantes Alas Peruanas.
En la Etapa provincial arrancó derrotando por la mínima diferencia al Valle de Tumilaca de Torata, al cual también goleó de visita; sin embargo, en la final volvió a caer ante Estudiantes Alas Peruanas, quedando como subcampeón provincial de Mariscal Nieto. En esta etapa, Ernesto Neyra renunció por motivos personales, siendo César Espino su reemplazante.
En la Etapa Departamental debutó venciendo a Juventud Chupaca en Moquegua y visitó Ilo donde sufrió una goleada ante Mariscal Nieto. No obstante, con sus victorias en Ichuña ante ambos rivales, accedió a la Final, en la que sucumbió por tercera vez en manos de Estudiantes Alas Peruanas, quedando como subcampeón de dicha instancia copera.
Ya en la Etapa Regional, obtuvo un triunfo ante el Coronel Bolognesi en Moquegua y visitó La Joya donde cayó ante Saetas de Oro. Sin embargo, aprovechó las expulsiones que el equipo tacneño había sufrido en su visita a La Joya para empatar en Tacna contra el Coronel Bolognesi. Finalmente clasificó a las semifinales regionales luego de golear a Saetas de Oro en Moquegua.
En el penúltimo eslabón de la Etapa Regional enfrentó al Internacional, al cual derrotó tanto en Arequipa como en Moquegua, clasificando por primera vez en su historia a la Etapa Nacional como campeón de la Región VII. Eso sí, antes de disputar dicha instancia, César Espino renunció a la dirección técnica del equipo: lo reemplazó Luis 'Puchito' Flores Villena.
En octavos de final de la Etapa Nacional enfrentó al Binacional de Desaguadero, con el cual cayó por la mínima diferencia en Puno, pero logró revertir el resultado como local ganando por dos goles a cero. En cuartos de final tuvo a su más duro rival, el Saetas de Oro, al que derrotó por dos goles a uno en Moquegua. Sin embargo, en Arequipa, el cuadro joyino ganó por el mismo marcador, con lo cual se fueron a penales y la suerte favoreció al cuadro Moqueguano que logró acceder a semifinales. En esta etapa enfrentó al Alipio Ponce de Mazamari, al cual goleó progresivamente jugando en Tarma por cuatro goles a uno; la vuelta jugada en Moquegua acabó con un empate a un gol por lado, con lo cual el cuadro rojo clasificó a la gran final de la Copa Perú.

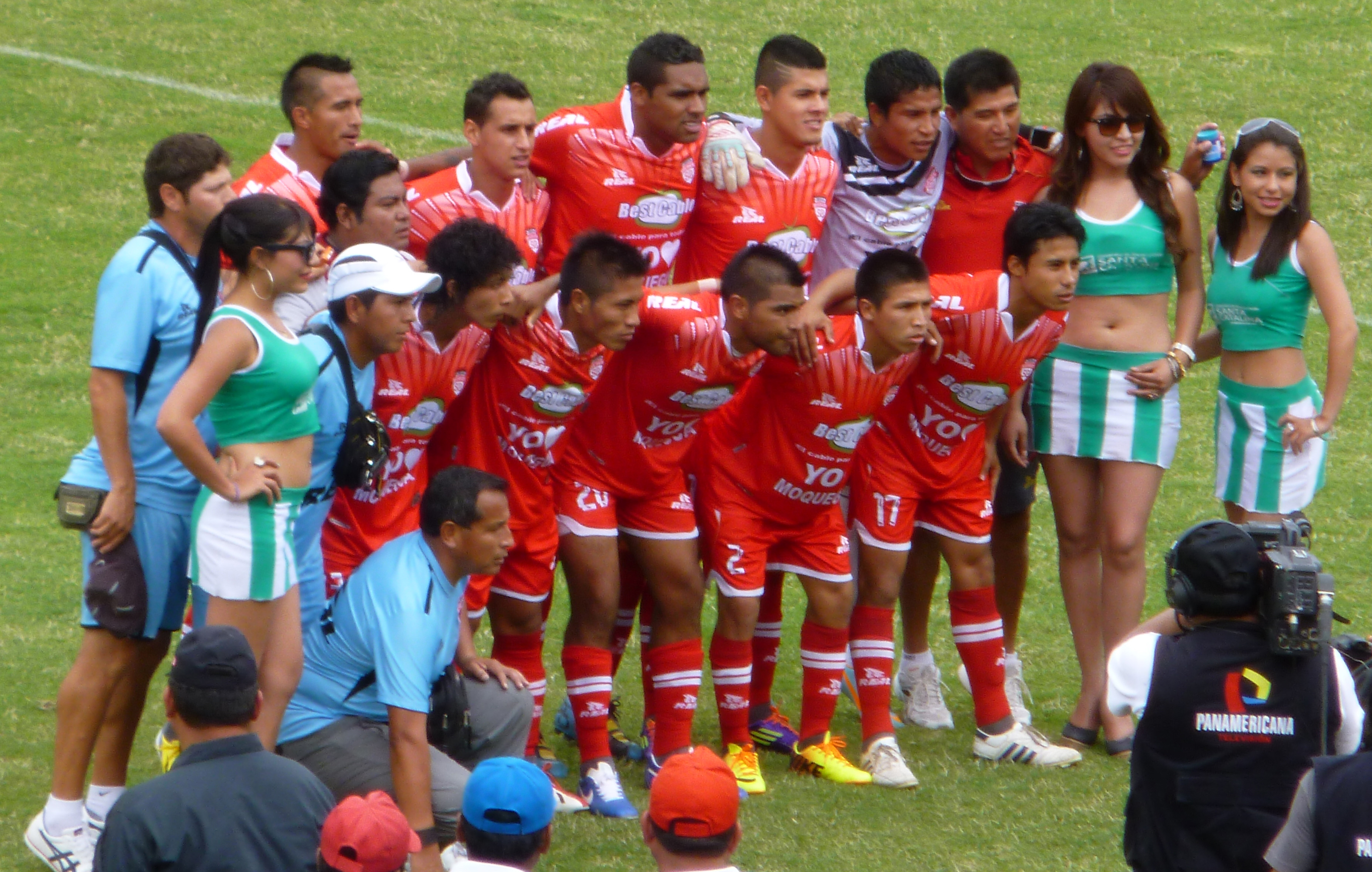
San Simón 2013.

Su rival en la gran final fue el histórico Unión Huaral, cuadro que ejerció de local en Chancay en el partido de ida, en el que San Simón terminó dando otra sorpresa al derrotarlo por dos goles a cero. Para la vuelta, en Moquegua, el cuadro Huaralino logró vencer por tres goles a dos al equipo Moqueguano. Sin embargo, el resultado no fue suficiente, con lo cual San Simón se coronó campeón de la Copa Perú 2013, logrando el ascenso a primera división y dándole de nuevo fútbol profesional a Moquegua.

### Primera división 2014 y descenso a Segunda División
San Simón debutó en primera división con derrota por 2-1 ante Juan Aurich por la primera fecha del Torneo Apertura, luego perdió 0-1 ante Unión Comercio, y posteriormente consiguió una derrota más ante León de Huanuco con un contundente 4-0. Tras ello, sorprendió al ganar 1-0 ante Alianza Lima, pero luego del empate 1-1 ante Sport Huancayo tuvo una mala racha de 4 partidos sin ganar. No obstante, cortó esa racha en la fecha 11 del Apertura, obteniendo una victoria por 2-1 ante UTC. Luego, dos jornadas después, obtuvo otra victoria por 1-0 ante Melgar. De esa manera, San Simón acabó decimoquinto en el Torneo Apertura.
En el Torneo Clausura, el equipo no hizo una buena campaña ya que empezó con 8 derrotas consecutivas hasta que, en la jornada 9, obtuvo una victoria por 0-2 ante Los Caimanes, y también en la jornada 10 al ganar por 1-0 al Inti Gas, pero luego descendieron a la Segunda División en la jornada 14 del Torneo Clausura al empatar 2-2 ante Real Garcilaso. San Simón acabó con 23 puntos en la tabla acumulada y en el último puesto.

### Segunda División 2015 y descenso a Copa Perú
Temiéndose a principios de año la posible no participación del club en la Segunda División, luego de varios días, finalmente la directiva decidió la participación del equipo en esta categoría. Sin embargo, con el transcurrir de las fechas y acumulándose deudas impagables, San Simón fue retirado de la competencia por no cumplir con los pagos establecidos, generándose de manera automática su descenso administrativo.

### El Community Manager no oficial y la refundación
Si hubo un gran distintivo del San Simón en su paso por la órbita profesional, ese fue su irreverente, divertido y creativo Community Manager no oficial, quien era la persona encargada de administrar su comunicación digital (redes sociales), pero con la particularidad de que no era un trabajador del club. Dicho personaje, quien años más tarde se supo que fue el periodista Kenny Romero, generó que el entonces equipo moqueguano gane adeptos, sobre todo en la capital, dado su original tratamiento de la información que proporcionaba, el mismo que fue muy atractivo para los medios de comunicación.

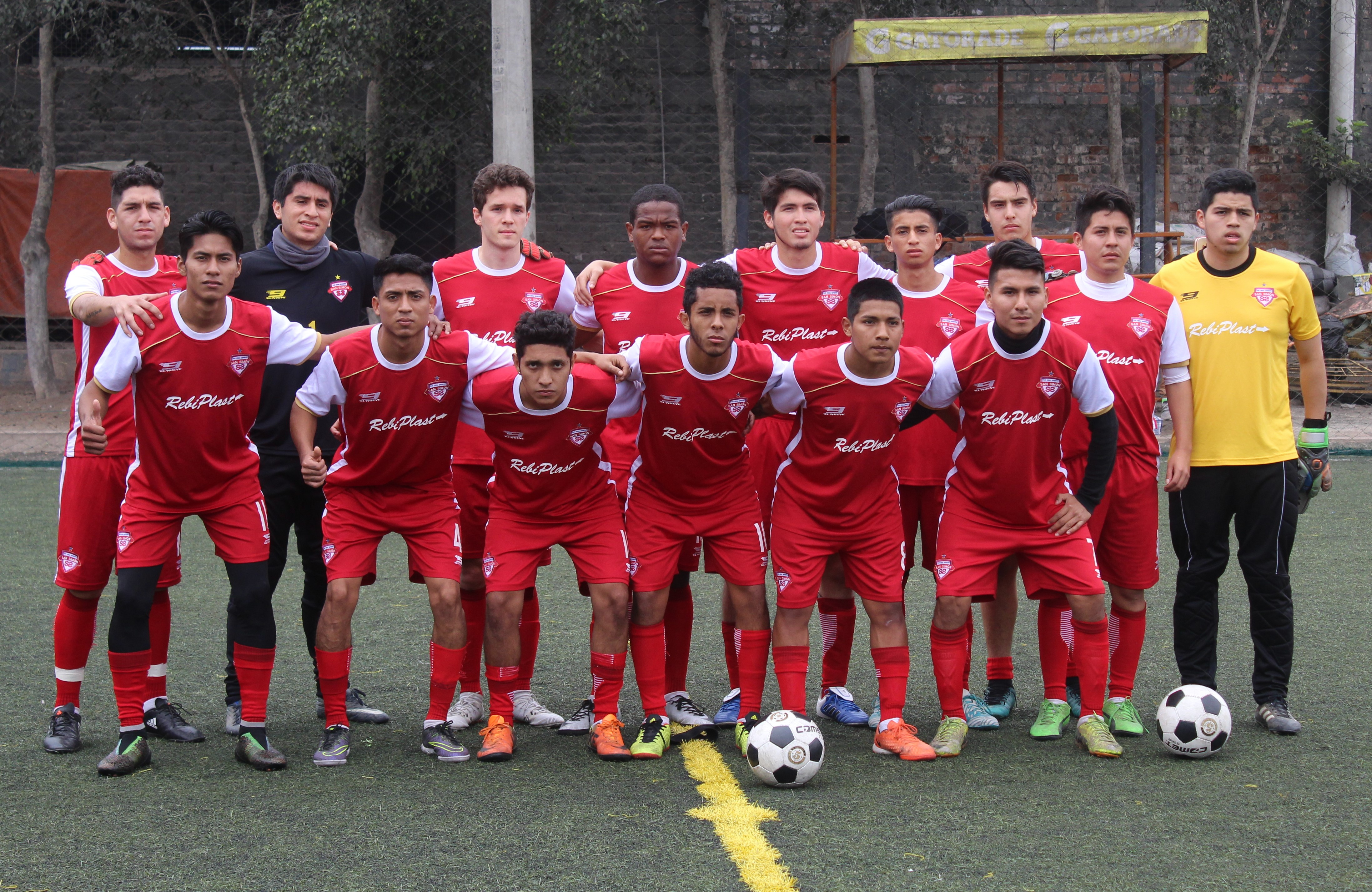
San Simón versión 2018, que participó en la Copa Perú desde la Liga Distrital de Magdalena del Mar y que llegó hasta la Etapa provincial.

Pero Kenny Romero, más allá del sarcasmo que empleó en muchas de sus publicaciones, siempre defendió al plantel de jugadores. De hecho, constantemente denunció movimientos irregulares de la dirigencia, los mismos que finalmente acarrearon que el equipo caiga en bancarrota. Es más, también se sumó a la campaña para salvar al club y, apelando a su buen sentido del humor, hasta "llegó a tocar la puerta" de los grandes del fútbol mundial, como la vez en que se dirigió a Cristiano Ronaldo, Neymar y Luis Suárez para que de alguna manera apoyen al equipo ante su crítica realidad financiera, situación que generó que la noticia dé la vuelta al mundo.
Con la desaparición del Club Deportivo Comunitario Laboral San Simón, el famoso Community Manager siempre mantuvo activas las redes digitales del equipo, interactuando constantemente con los cibernautas y alcanzando una gran aceptación. No obstante, no fue hasta mediados de 2017 que, gracias a su iniciativa -y debido al extraordinario grado de identificación con estos colores-, se decidió a armar el proyecto para que San Simón reaparezca en el fútbol y mantenga viva la esencia que, con su estilo, ya había implantado dentro de sus seguidores. Así creó el Club Social Deportivo San Simón SAC, que mantiene la herencia de su predecesor, y ahora con Kenny Romero como gerente y presidente de una entidad deportiva que apunta al orden administrativo, la concientización de los valores en el deporte, la competitividad y al desarrollo de diversas disciplinas deportivas. Su primera tarea está enfocada en el equipo de fútbol, que se encuentra afiliado a la Liga Distrital de Magdalena del Mar y que desde allí encaró la Copa Perú 2018.

### Temporada 2018
Para el año 2018, San Simón tuvo como principal reto el de pegar el retorno con brillantez. Por esa razón, su principal objetivo fue llegar al Interligas de Lima Metropolitana (Etapa provincial de la Copa Perú), situación que finalmente se concretó. El plantel se fue construyendo desde mediados de diciembre de 2017, y empezó a agarrar forma luego de tres convocatorias masivas. Tras ello, el equipo estuvo a cargo de Félix Palacios, a la sazón el primer entrenador que tuvo la 'Marea Roja' en su nueva historia postrefundación. 
No obstante, temas logísticos impidieron que Palacios pueda continuar con el equipo, situación que originó que asuma como entrenador David Carpio, quien venía trabajando con Defensor Lima, y quien llegó con Hugo Castillo como asistente técnico y Augusto Bustamante como kinesiólogo. Justamente fue ante el equipo 'Carasucia' que San Simón hizo su partido de presentación, en el Hospital Víctor Larco Herrera de Magdalena del Mar. Fue derrota por 1-3. 
Ya en la Liga Distrital de Magdalena del Mar, San Simón tuvo el protagonismo del caso y consiguió su objetivo, aunque con obstáculos acarreados a raíz de la caótica condición del ente organizador, que dio marcha al certamen sin los carnés de cancha correspondientes. En el debut absoluto, en el estadio Campolo Alcalde de La Perla, la 'Marea Roja' derrotó por 5-2 al Huracán Magdalena, y posteriormente sumó un nuevo triunfo ante Real Inter por 3-1. En la tercera jornada, San Simón igualó 1-1 con Municipal de Magdalena, pero el rival presentó un reclamo por alineación irregular del arquero Leonel Espinoza, quien no estuvo en los registros de la 'Marea Roja' por descuido de la Liga Distrital en su afiliación a la Liga Departamental de Lima. Por esa razón, dicho compromiso se perdió en mesa 0-3. En la última jornada, San Simón se enfrentó a la Escuela de Fútbol Ozono en el campo deportivo de la Escuela de Paracaidistas del Ejército de Chorrillos y cayó 2-4, pero el adversario infringió el reglamento al alinear a siete foráneos en cancha, y por esa circunstancia la 'Marea Roja' ganó de oficio por 3-0.
Ante ello, se generó un triple empate en el primer lugar entre San Simón, la Escuela de Fútbol Ozono y Municipal de Magdalena, y mediante sorteo fue Ozono el que salió favorecido para clasificar directamente al Interligas de Lima Metropolitana y esperar en platea al ganador del duelo extra entre los otros dos equipos para afrontar una final que se acordó disputarla. Así, San Simón y Municipal de Magdalena se volvieron a ver las caras en un duelo que culminó 0-0 y que en definición por penales favoreció a la 'Marea Roja' por 4-2, con lo que consiguió su histórica clasificación a la Etapa provincial de la Copa Perú. Dado el tiempo apretado con el inicio del venidero certamen, la Liga Distrital decidió que el título se defina mediante un sorteo a efectuarse a los dos días, pero la Escuela de Fútbol Ozono, que ya estaba clasificado con anticipación, inscribió a su plantel un día antes de lo acordado en la Liga provincial de Lima, y como Magdalena del Mar 1, con lo cual se autoproclamó como campeón de la Liga Distrital de Magdalena del Mar, temporada 2018, y San Simón quedó como subcampeón de dicho certamen. 
En el Interligas de Lima Metropolitana, San Simón pagó derecho de piso y su incursión fue breve. Su debut como local fue en el estadio municipal de Chorrillos, ante Los Blue Rays del Cercado de Lima, y el partido terminó en derrota por 1-4. Posteriormente, se fue hasta el estadio del Complejo de la Liga de Villa El Salvador, para rivalizar ante el Águilas de Punta Hermosa de Lurín, y cayó de manera estrepitosa por 6-1. Por último, la 'Marea Roja' se despidió de la Etapa provincial en el estadio José Balta de Ancón, en el que visitó al Alianza Ancón, y perdió por 3-1. Con dicho compromiso se cerró el ciclo de David Carpio como entrenador y Hugo Castillo asumió el cargo de manera interina.
Con Castillo, el plantel no dejó de entrenar desde el día posterior a la eliminación y fue agarrando una nueva forma con una sucesión de partidos amistosos y con los refuerzos que empezó a incorporar de manera progresiva. En el mes de septiembre, Carlos Ramos, exjugador de la 'Marea Roja' en el primer tramo del año y quien trabajó en el comando técnico del Chosica FC, se convirtió en el nuevo entrenador de San Simón. Bajo su cargo, el plantel siguió disputando duelos de carácter amistoso, algunos de gran envergadura, como los que disputó ante Unión Huaral y Sport Victoria, integrantes de la Segunda División profesional. 
En la actualidad, San Simón sigue intensificando sus entrenamientos. Desde mayo, mes en el que concretó su eliminación oficial de la temporada 2018, no bajó la guardia y permanece de modo activo enfocado en su principal horizonte, que es la Copa Perú 2019. No obstante, aun le quedan dos frentes más por encarar en lo que resta del año: la Copa Callao y la Liga de Ascenso de Futsal del Callao. A su vez, en el plano institucional, San Simón tiene dos retos que están materializándose de modo progresivo: la conformación de sus divisiones menores, con planteles Sub-18, Sub-16 y Sub-14, cuyo principal desafío es llegar a la Copa Federación en 2020, y la activación de sus planteles para el fútbol femenino que debe participar en la Copa Perú Femenina en 2019 y de vóley femenino que se debe insertar en el año venidero a la Liga Metropolitana de vóley.

## Uniforme
- Uniforme titular: Camiseta roja, pantalón rojo, medias rojas.
- Uniforme alternativo: Camiseta azul, pantalón azul, medias azules.

### Titular
| 2013 Titular | 2014 Titular |

### Suplente
| 2013 Alternativo | 2014 Alternativo |

### Patrocinio
| Periodo   | Patrocinador |
| --------- | ------------ |
| 2013-2014 | Real         |
| 2015      | Convert      |
| 2018-2022 | El Nueve     |
| 2023-2024 | Palant       |

| Periodo   | Patrocinador                |
| --------- | --------------------------- |
| 2013      | Best Cable                  |
| 2014      | Reumasol                    |
| 2015      | Cerveza Tres Cruces Sporade |
| 2018-2020 | Rebiplast                   |
| 2021-2022 | Apostemos                   |
| 2023      | Ingenio Sports Management   |
| 2024      | Viva Fitness                |

## Datos del club
- Temporadas en Primera División: 1 (2014)
- Temporadas en Segunda División: 1 (2015)
- Mayor goleada conseguida:
  - En campeonatos nacionales de local: San Simón 9:0 San Martín (16 de marzo de 2013).[6]
  - En campeonatos nacionales de visita: Alipio Ponce 1:4 San Simón (24 de noviembre de 2013)[7]
- Mayor goleada recibida: 
  - En campeonatos nacionales de local: San Simón 0:4 Barranco City (15 de mayo de 2022)).[8]
  - En campeonatos nacionales de visita: Sporting Cristal 6:0 San Simón (20 de julio de 2014) / Universidad San Martín 6:0 San Simón (30 de noviembre de 2014)
- Mejor puesto en Primera División: 16.º
- Peor puesto en Primera División: 16.º

## Entrenadores
| Nombre                                     | Año               |
| ------------------------------------------ | ----------------- |
| Ernesto Neyra                              | 2013              |
| César Espino                               | 2013              |
| Luis Flores                                | 2013              |
| Juan Vidales                               | 2014              |
| Edgardo Malvestiti                         | 2014              |
| Franco Iazzetta (Interino)                 | 2014              |
| José Carlos Amaral                         | 2014              |
| Guillermo Emerson Camargo Verme (Interino) | 2014              |
| Julio Zamora                               | 2015              |
| Daniel Galo                                | 2015              |
| David Carpio                               | 2018              |
| Carlos Ramos                               | 2018              |
| Alberto Beingolea                          | 2019              |
| Edinson Huertas                            | 2019 - 2022       |
| Miguel Barrios Asencios                    | 2023              |
| Remo Guizazola                             | 2023              |
| Samir Manay                                | 2024 - Actualidad |

## Palmarés

### Torneos nacionales
| Competición nacional | Títulos | Subcampeonatos |
| -------------------- | ------- | -------------- |
| Copa Perú (1/0)      | 2013.   |                |

### Torneos regionales
| Competición regional                      | Títulos     | Subcampeonatos |
| ----------------------------------------- | ----------- | -------------- |
| Liga Departamental de Moquegua (0/1)      |             | 2013.          |
| Liga Provincial de Mariscal Nieto (2/1)   | 2011, 2012. | 2013.          |
| Liga Distrital de Moquegua (1/2)          | 2012.       | 2011, 2013.    |
| Liga Distrital de Magdalena del Mar (0/2) |             | 2018, 2024.    |